# Kraftwerk Eichholz
Das Kraftwerk Eichholz war ein Speicherkraftwerk im Schwarzatal bei Brenden im südlichen Schwarzwald. Es entstand unmittelbar mit dem Bau des Kraftwerks Häusern und ermöglichte eine zusätzliche Energiegewinnung aus dem Energievolumen des Schluchsees, lange bevor die gesamte Kraftwerksgruppe der Schluchseewerke fertiggestellt waren.

## Geschichte und Bau

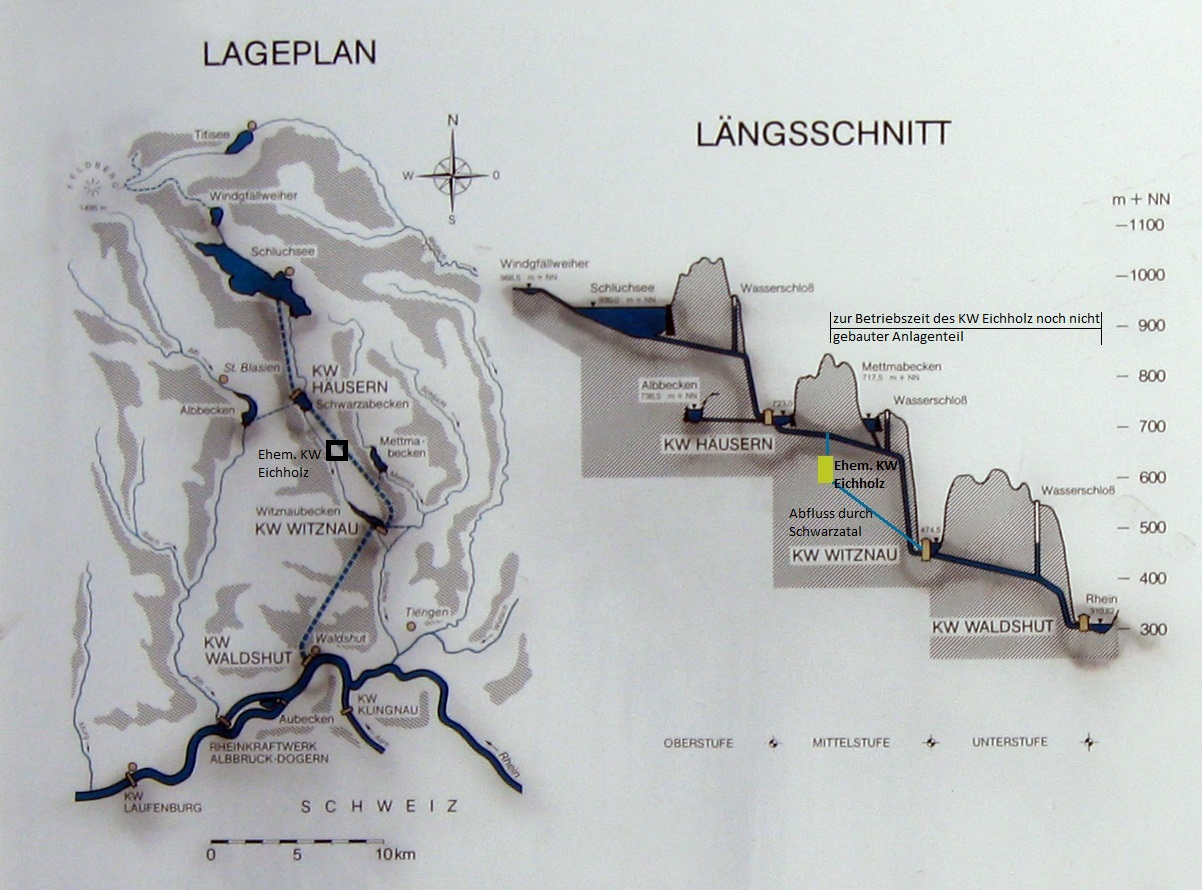
Position des Kraftwerks in der späteren Werkgruppe Schluchsee

Mit dem Bau der oberen Staustufe der Werksgruppe Schluchsee, bestehend aus der Staumauer am Schluchsee, dem 6,2 km langen Schluchsee-Schwarzastollen, dem Schwarzabecken und dem Kraftwerk Häusern, wurde bis 1931 das erste Pumpspeicherkraftwerk der Kraftwerkskaskade realisiert. Da der Bau der Mittelstufe Witznau und der Unterstufe Waldshut noch Jahre in Anspruch nehmen würde, kann man die auf natürlichem Wege dem Schluchsee und später dem Albbecken zufließenden Wassermassen, energietechnisch nur eingeschränkt nutzen und müsste diese ungenutzt abfließen lassen. Um dieses Energiepotential zu nutzen, wurde der 9255 m lange Schwarza-Witznaustollen beginnend am Schieberhaus bei der Staumauer des Schwarzabeckens zunächst auf 2,9 km ausgebrochen. Nach dieser Stollenlänge mit insgesamt nur 30 m Gefälle wurde ein vorübergehendes Schieberhaus errichtet und zwei Druckrohrleitungen zum 100 m tiefer, in der Talsohle des Schwarzatals liegenden Kraftwerk Eichholz errichtet. Damit war es möglich überschüssiges Wasser nutzbringend abzuarbeiten.

## Kraftwerksanlage

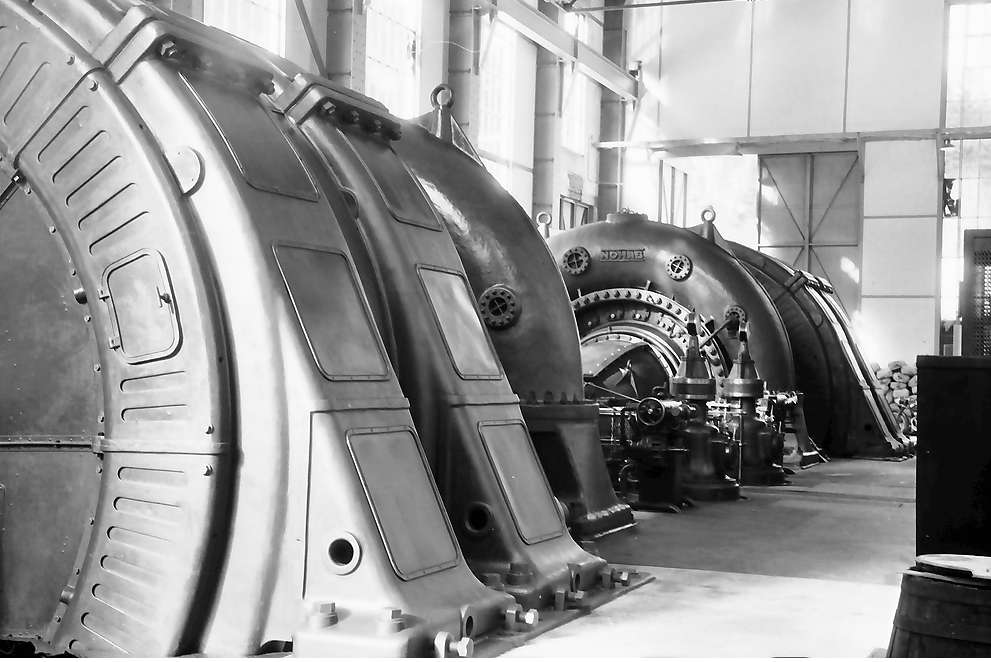
Maschinenhalle mit den beiden Maschinensätzen

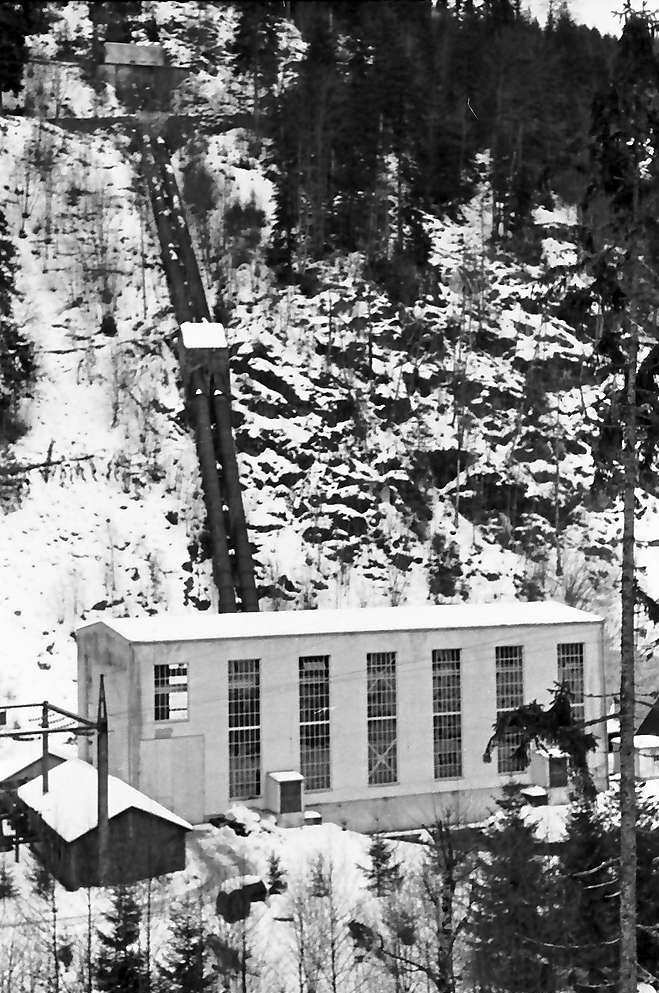
Maschinenhaus, Druckrohrleitungen und Schieberhaus

Die Kraftwerksanlage bestand aus den ersten 2,9 km des Schwarza-Witznaustollens. Dieser Stollen wurde bereits für die spätere Nutzung auf 4,1 m Durchmesser ausgebaut und war damit für das Kraftwerk Eichholz überdimensioniert. Nach dem Stollen schloss sich eine zweisträngige genietete Druckrohrleitung an, die von einem Schieberhaus zum 100 m tiefer liegenden Kraftwerk führte. In jedem Rohrstrang war eine Drosselklappe eingebaut, die von Hand geöffnet werden konnte und sich durch Fallgewichte automatisch schließen ließ. Die Rohrleitung mit 15 mm Wandstärke hatte am Übergang zum Stollen einen Durchmesser von 1,75 m, der sich am Kraftwerk auf 1,6 m verjüngte. Jeder Rohrstrang führte auf einen horizontalen Maschinensatz, bestehend aus Francis-Turbine, Synchrongenerator und Erregermaschine. Die Maschinenleistung war so ausgelegt, dass die Schwarza das abfließende Turbinenwasser ohne Schaden abführen konnte. Jeder Maschinensatz erbrachte eine Leistung von 17,5 MVA bei einem Turbinenschluckvermögen von 14 Kubikmeter pro Sekunde. Der elektrische Teil wurde von der Firma Brown, Boveri & Cie. im Werk Baden in der Schweiz hergestellt. Der hydraulische Anlagenteil lieferte die Schwedische Firma Nydqvist och Holm.
Jede Maschine hatte einen eigenen Maschinentransformator mit dem die 10,5 kV Generatorspannung auf 110 kV transformiert wurde und mittels Hochspannungsleitung in das Europäische Verbundnetz eingespeist wurde. Für den Eigenenergiebedarf bestand eine 16-kV-Freileitung vom Kraftwerk Häusern zum Kraftwerk Eichholz, das bereits damals von der Leitwarte des Werks Häusern ferngesteuert wurde.

## Betriebsende und Rückbau

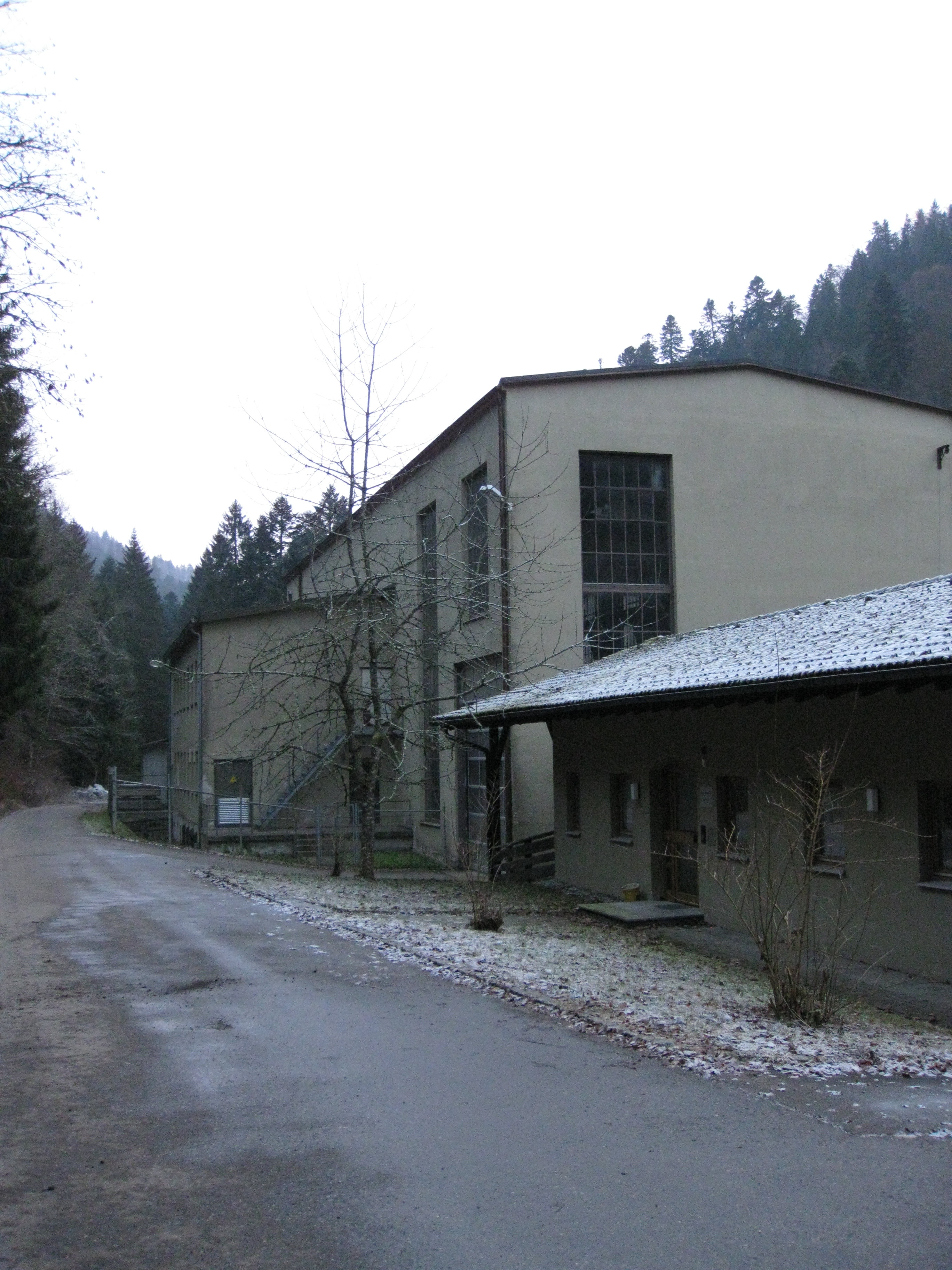
Einstiges Maschinenhaus

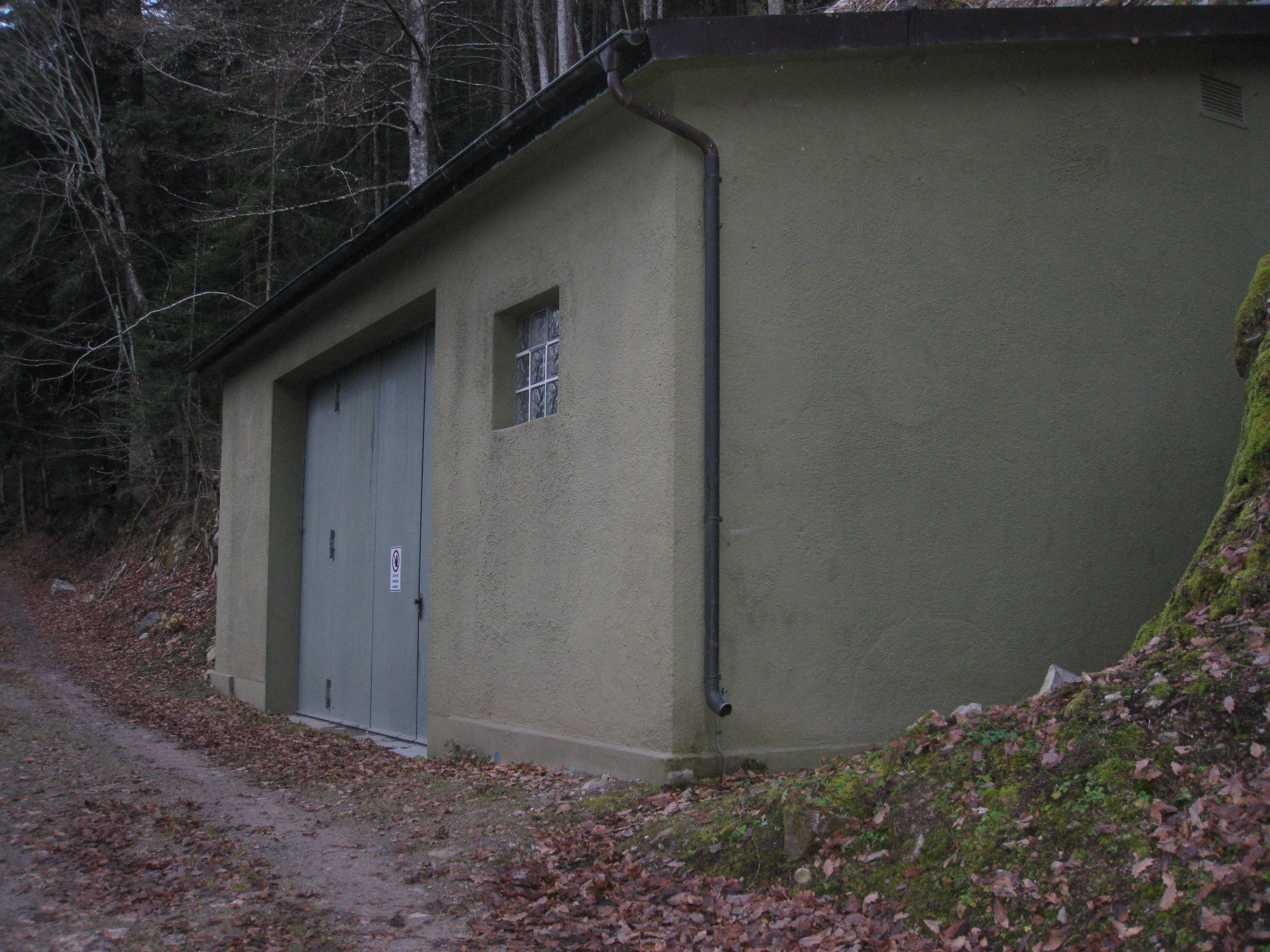
Einstiges Schieberhaus

Kriegsbedingt wurde die Mittelstufe Witznau mit dem Schwarza-Witznaustollen 1943 soweit fertiggestellt, dass in Witznau ein Maschinensatz in Betrieb genommen werden konnte. 1950 waren in Witznau alle vier Maschinensätze installiert und betriebsbereit, so dass das Kraftwerk Eichholz außer Betrieb genommen wurde. Der endgültige Rückbau erfolgte Ende der fünfziger Jahre. Hierbei wurden die beiden Maschinensätze und die Druckrohrleitungen komplett demontiert, während die Betriebsgebäude erhalten blieben. Diese dienen heute der Werksgruppe Schluchsee als Bauhof. Das einstige Schieberhaus mit dem Übergang vom Stollen auf die Druckrohrleitungen ist heute noch oberhalb des heutigen Bauhofs vorhanden und dient als Zugang zum Schwarza-Witznaustollen.